# E3 2020
일렉트로닉 엔터테인먼트 엑스포 2020(Electronic Entertainment Expo 2020, 약칭 E3 2020)는 본래 비디오 게임 산업 전반의 기업들이 참가해 26번째로 개최될 일렉트로닉 엔터테인먼트 엑스포였다. 엔터테인먼트 소프트웨어 협회(ESA)가 운영해 로스앤젤레스 컨벤션 센터에서 2020년 6월 9일부터 11일까지 진행될 예정이었다. 그러나 코로나19 범유행에 대한 우려로 ESA는 행사를 취소하기로 결정했으며, 이로서 2020년은 E3가 시작된 1995년 이후 처음으로 행사가 개최되지 않은 해가 됐다. 해당 행사의 취소 후 각지의 배급사는 E3 진행이 예정됐던 기간 동안 독립적으로 게임 발표회를 열거나 그 해 동안 홍보를 하는 행보를 보였다.

## 대안 행사

### 마이크로소프트
마이크로소프트는 E3 2020 취소 후, 4세대 엑스박스 콘솔 제품군과 발매될 게임들에 대한 자세한 정보를 안내하는 디지털 행사를 열겠다고 공보했다. 2020년 5월부터 마이크로소프트는 매월 엑스박스 시리즈 X/S 하드웨어 및 게임들에 대한 정보를 공개했다.
2020년 5월 7일 행사에서 밝힌 게임들은 다음과 같다.
| - 디 어센트 - Neon Giant (XSX) - 어쌔신 크리드 발할라 - 유비소프트 몬트리올 (PC, PS4, PS5, XONE, XSX) - 브라이트 메모리: 인피니트 - FYQD Studio (XSX) - 콜 오브 더 씨 - Out of the Blue (PC, XONE, XSX) | - 코러스 - 피쉬랩스 (PS5, XSX) - 더트 5 - 코드마스터즈 (PC, PS4, PS5, XONE, XSX) - 매든 NFL 21 - EA 티뷰론 (PC, PS4, PS5, XONE, XSX) - 더 미디엄 - 블루버 팀 (PC, XSX) - 스칼렛 스트링스 - 반다이 남코 스튜디오 (PC, PS4, PS5, XONE, XSX) | - 스콘 - Ebb Software (PC, XSX) - 세컨드 인스팅션 - 시스테믹 리액션 (PC, XONE, XSX) - 뱀파이어: 더 마스커레이드 – 블러드라인즈 2 - 하드슈트 랩스 (PC, PS4, PS5, XONE, XSX) - 용과 같이 7: 빛과 어둠의 행방 - 용과 같이 스튜디오 (PC, XONE, XSX) |

마이크로스프트는 2020년 7월 23일 엑스박스 게임 스튜디오의 작품들을 위주로 2차 게임 공개 행사를 열었다. 목록은 다음과 같다.
| - As Dusk Falls - Interior/Night (PC, XONE, XSX) - Avowed - 옵시디언 엔터테인먼트 (PC, XSX) - 크로스파이어X - 스마일게이트 (XONE, XSX) - 데스티니 2: 빛의 저편 - 번지 (PC, XONE, XSX) - 에버와일드 - 레어 (PC, XSX) - 페이블 - 플레이그라운드 게임스 (PC, XSX) - 포르자 모터스포트 - 턴 10 스튜디오 (PC, XSX) - 그라운디드 - 옵시디언 엔터테인먼트 (PC, XONE, XSX) | - The Gunk - 이미지 & 폼 (PC, XONE, XSX) - 헤일로: 인피니트 - 343 인더스트리 (PC, XONE, XSX) - 더 미디엄 - 블루버 팀 (PC, XONE, XSX) - New Genesis: Phantasy Star Online - 세가 (PC, XONE, XSX) - 오리와 도깨비불 - 문 스튜디오 (PC, XONE, XSX) - 사이코너츠 2 - 더블 파인 (PC, PS4, XONE, XSX) | - The Outer Worlds: Peril On Gorgon - 옵시디언 엔터테인먼트 (PC, PS4, XONE, XSX) - S.T.A.L.K.E.R. 2 - GSC 게임 월드 - 세누아의 전설: 헬블레이드 II - 닌자 시어리 - 스테이트 오브 디케이 3 - 언데드 랩스 (PC, XSX) - 텔 미 와이 - 돈트노느 엔터테인먼트 (PC, XONE, XSX) - 테트리스 이펙트 커넥티드 - Monstars (PC, XONE, XSX) - 워해머 40,000: 다크타이드 - 팻샤크 (PC, XSX) |